# Chiesa di San Pietro in Villore
La chiesa di San Pietro in Villore è un edificio di culto cattolico situato nel paese di San Giovanni d'Asso, frazione di Montalcino, in provincia di Siena.

## Storia
I primi documenti certi in cui viene menzionata la canonica di San Pietro in Villore (quest'ultima parola storpiatura di Vincoli) risalgono al 714 e riguardano la contesa fra la diocesi di Siena e quella di Arezzo per alcune pievi della zona, fra cui quella di Santa Maria di Pava, all'interno del cui territorio si trovava la canonica di San Pietro. Inoltre, è ricordata in alcuni documenti della diocesi di Arezzo risalenti agli anni 833-883. L'edificio attuale, però, risale soltanto nel XII secolo, fu forse iniziato dopo che il conte Paltonieri di Forteguerra, signore di San Giovanni d’Asso, si era sottomesso al Comune di Siena nel 1151 e fu completato entro la fine del secolo.
Con la costruzione della Pieve di San Giovanni Battista, nel XIV secolo, la chiesa di San Pietro in Villore ha cominciato a perdere importanza, per poi avere il culmine della decadenza fra il XV e il XVI secolo, quando subì un incendio. Nello stesso periodo il fonte battesimale della Pieve di Pava, ormai in rovina, fu spostato non in San Pietro, ma nella chiesa di San Giovanni. Agli inizi del Novecento, la chiesa è stata oggetto di un restauro conservativo, al quale si deve anche la costruzione del campanile a vela.

## Descrizione

### Esterno

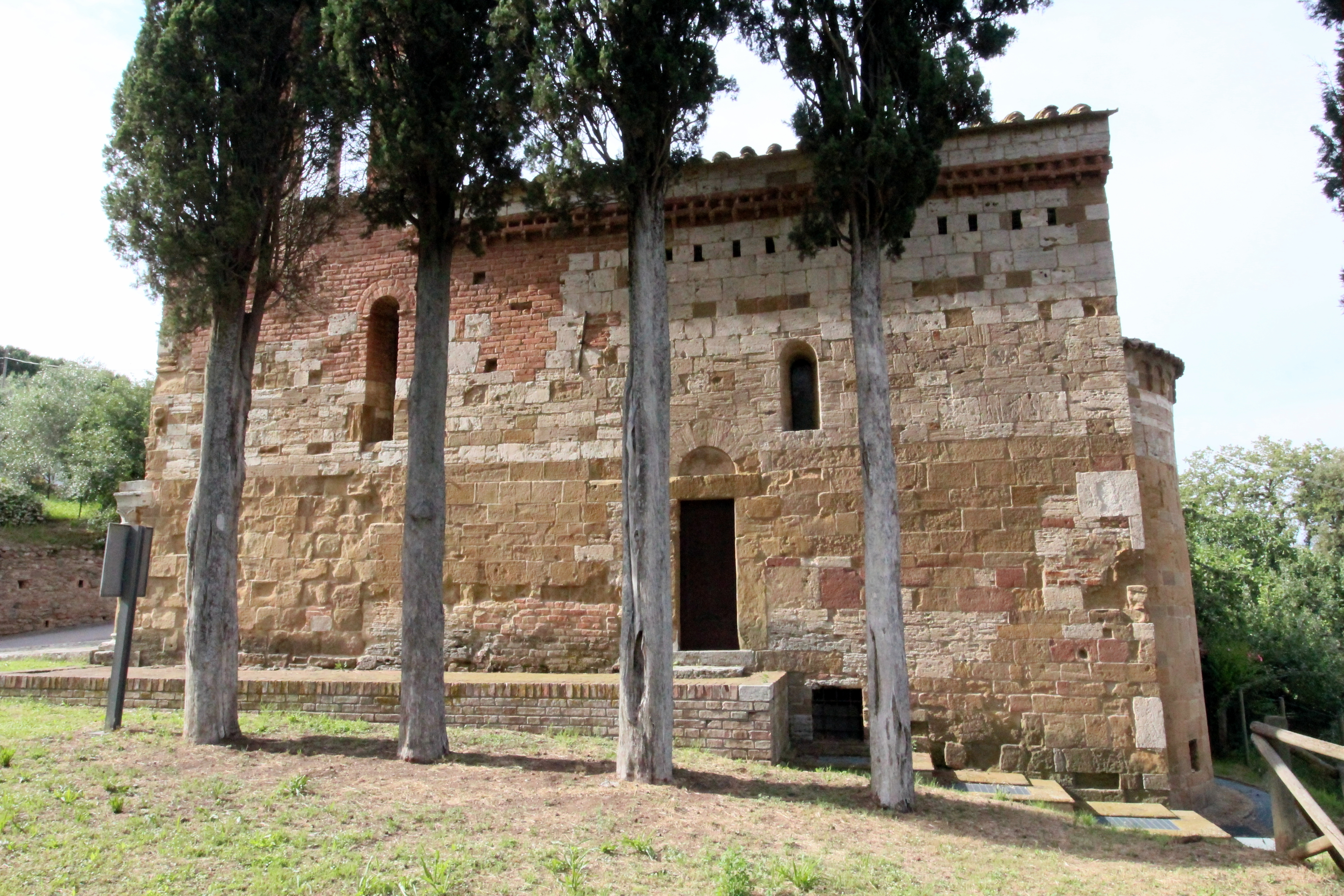
Il fianco destro

La chiesa di San Pietro in Villore sorge poco fuori dall'antico borgo di San Giovanni d'Asso, ai margini dell'ampliamento moderno verso nord. La facciata della chiesa è a capanna, realizzata con diverse tipologie di materiali. Il paramento murario della parte inferiore è costituito da blocchi squadrati di tufo e pietra, mentre quello della parte superiore è in mattoni e risale alla ricostruzione dopo l'incendio del XV secolo. Nella parte inferiore, si aprono, ai lati del portale, quattro arcate cieche sorrette da semicolonne dai capitelli scolpiti. I portale è preceduto da una strombatura ad arco a tutto sesto con decorazioni scultoree sulla modanatura. Nella lunetta e sugli stipiti, si trovano degli intrecci geometrici scolpiti nella pietra. Di particolare rilevanza artistica, sono le due colonnette poste ai lati del portale, con capitelli finemente scolpiti. Lungo il fianco destro della chiesa, si possono vedere il campaniletto a vela, ricostruito nel XX secolo al posto di uno precedente, due delle cinque monofore che danno luce alla navata e l'ingresso laterale.

### Interno

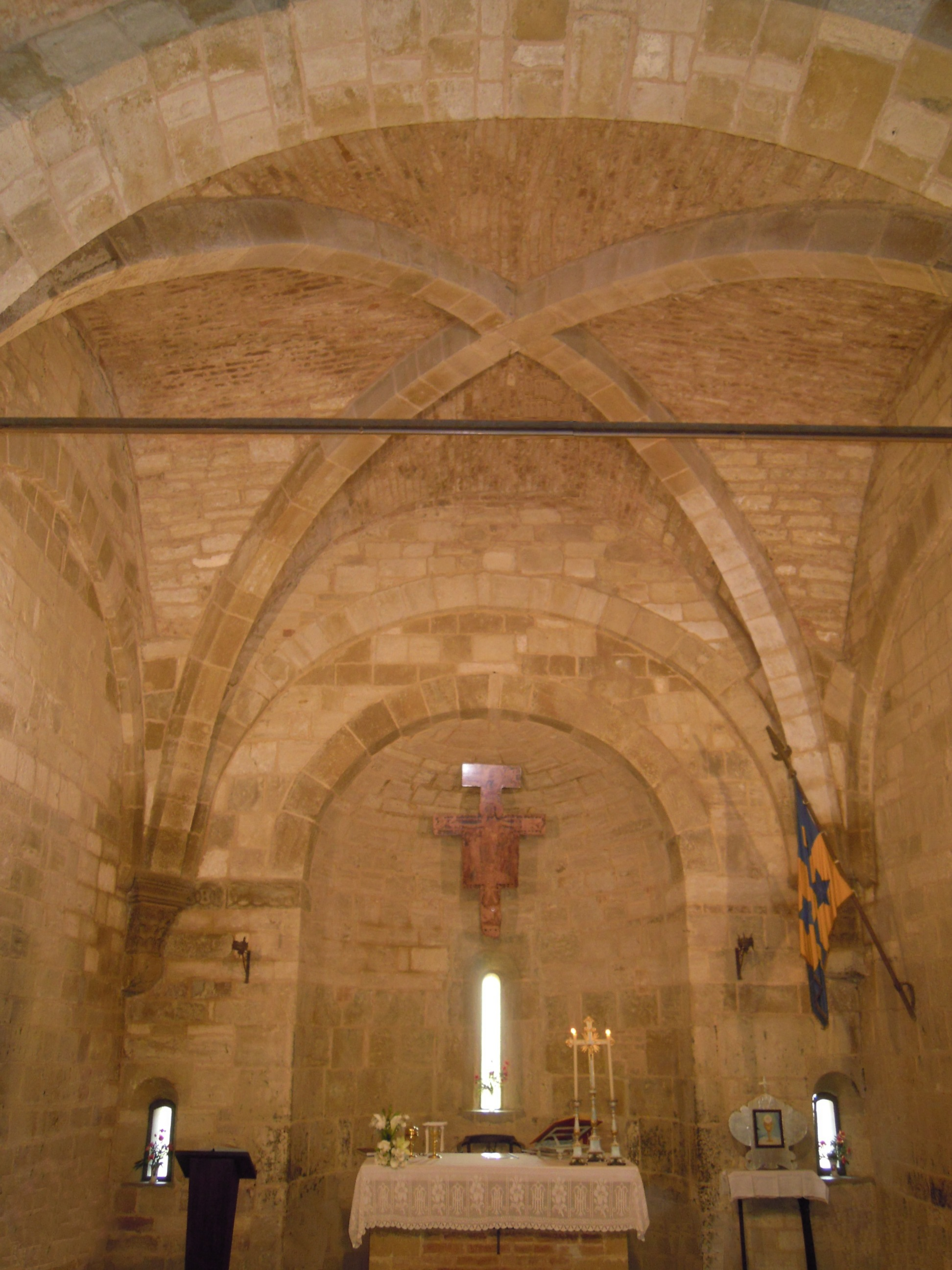
L'interno

L'interno della chiesa è a navata unica divisa in due campate da un arco a tutto sesto poggiante su mensole scolpite, e coperta da due volte a crociera costolonate. La navata è illuminata dal semplice rosone circolare della facciata e da cinque monofore a tutto sesto strombate: due, più alte, nella prima campata, una sulla parete destra della seconda e altre due, più piccole, ai lati dell'abside. La chiesa ha anche un ingresso laterale, dirimpetto al quale si trova una nicchia quadrangolare, ciò che rimane di un terzo ingresso. L'abside, semicircolare, è più stretta e più bassa della navata. Illuminata da una monofora posta al centro, accoglie il semplice altare in mattoni e tufo. 
Nella chiesa erano custodite alcune opere d'arte di notevole importanza: una Croce dipinta, del cosiddetto Maestro di San Pietro in Villore, risalente all'ultimo quarto del XII secolo (la cui copia è appesa al catino absidale), è oggi nel Museo diocesano d'arte sacra di Pienza. Restaurata nel 2017, è stato ipotizato possa appartenere allo stesso anonimo pittore che eseguì anche quella di Sant'Antimo, forse un artista di origine spoletina. In effetti le corrispondenze non mancano: sono molto simili, se non uguali, la scelta di rappresentare i Dolenti a figura intera, i tipi fisionomici, il grafismo accompagnato all'uso di colori luminosi e vivaci.
Il Trittico della Madonna col Bambino e i santi Pietro e Paolo di Ugolino di Nerio (1320-1325), è invece attualmente nella Galleria degli Uffizi a Firenze. 
Addossato alla parete di controfacciata, si trova un harmonium, attualmente in pessime condizioni.

### Cripta
Al disotto della seconda campata della navata e dell'abside semicircolare, si trova l'inusuale cripta. Raggiungibile tramite una ripida scala, ha un orientamento trasversale rispetto al resto della chiesa. Essa è suddivisa in tre navate coperte con volta a vela da sette colonnette. Anticamente, aveva un accesso indipendente che dava sull'esterno tramite una scaletta ricavata nello spessore della parete fondale della navata di mezzo, in seguito ridotto a semplice finestra. Sulla parete opposta, vi è il semplice altare in mattoni. Lo spazio che corrisponde alla soprastante abside semicircolare costituisce una quarta navata, più stretta e più corta rispetto alle altre, e in esso si aprono due monofore a tutto sesto. Sebbene uno dei capitelli delle colonnette sia di epoca preromanica, la cripta è coeva al resto della chiesa.

## Galleria d'immagini

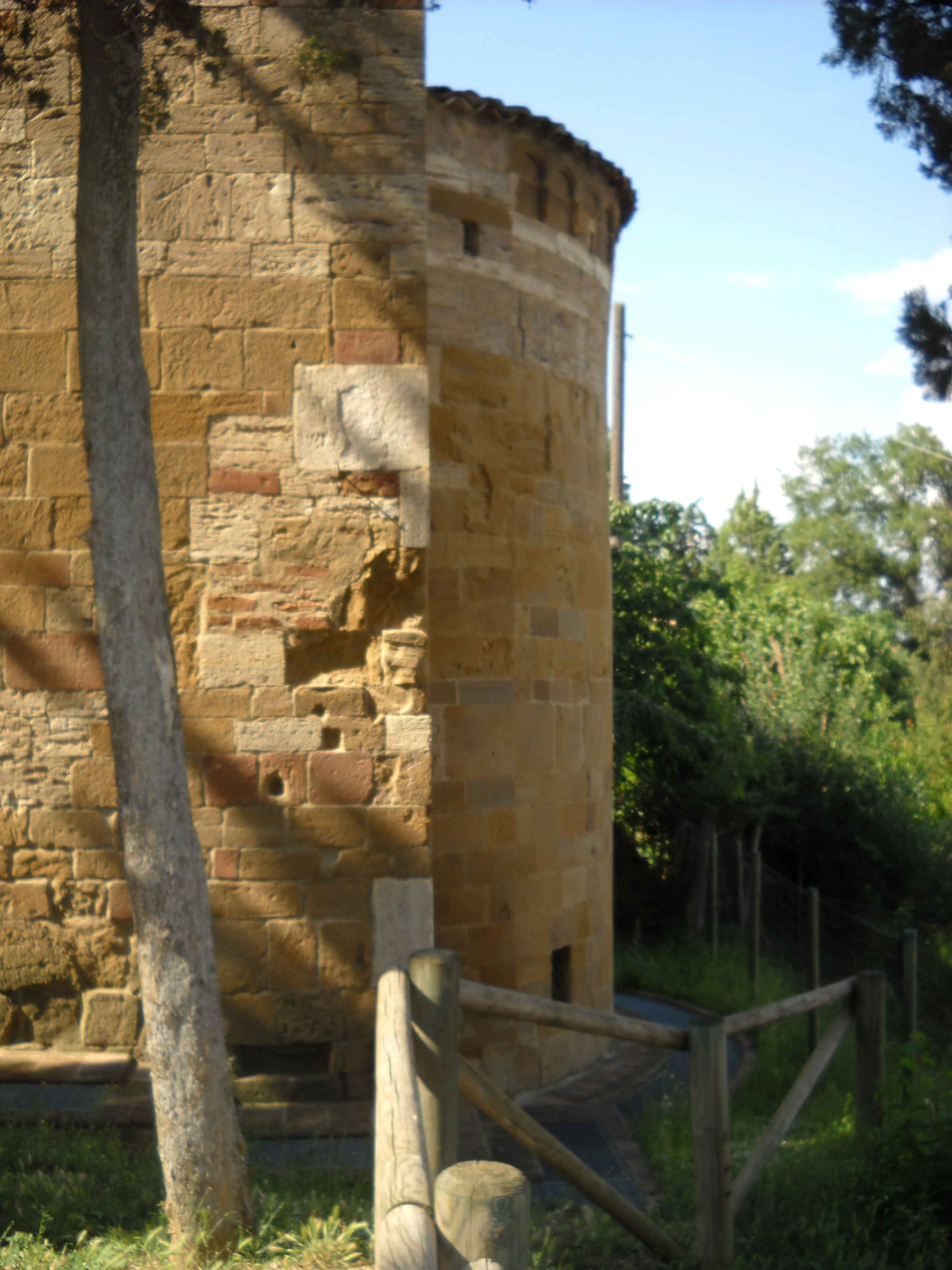
Esterno dell'abside
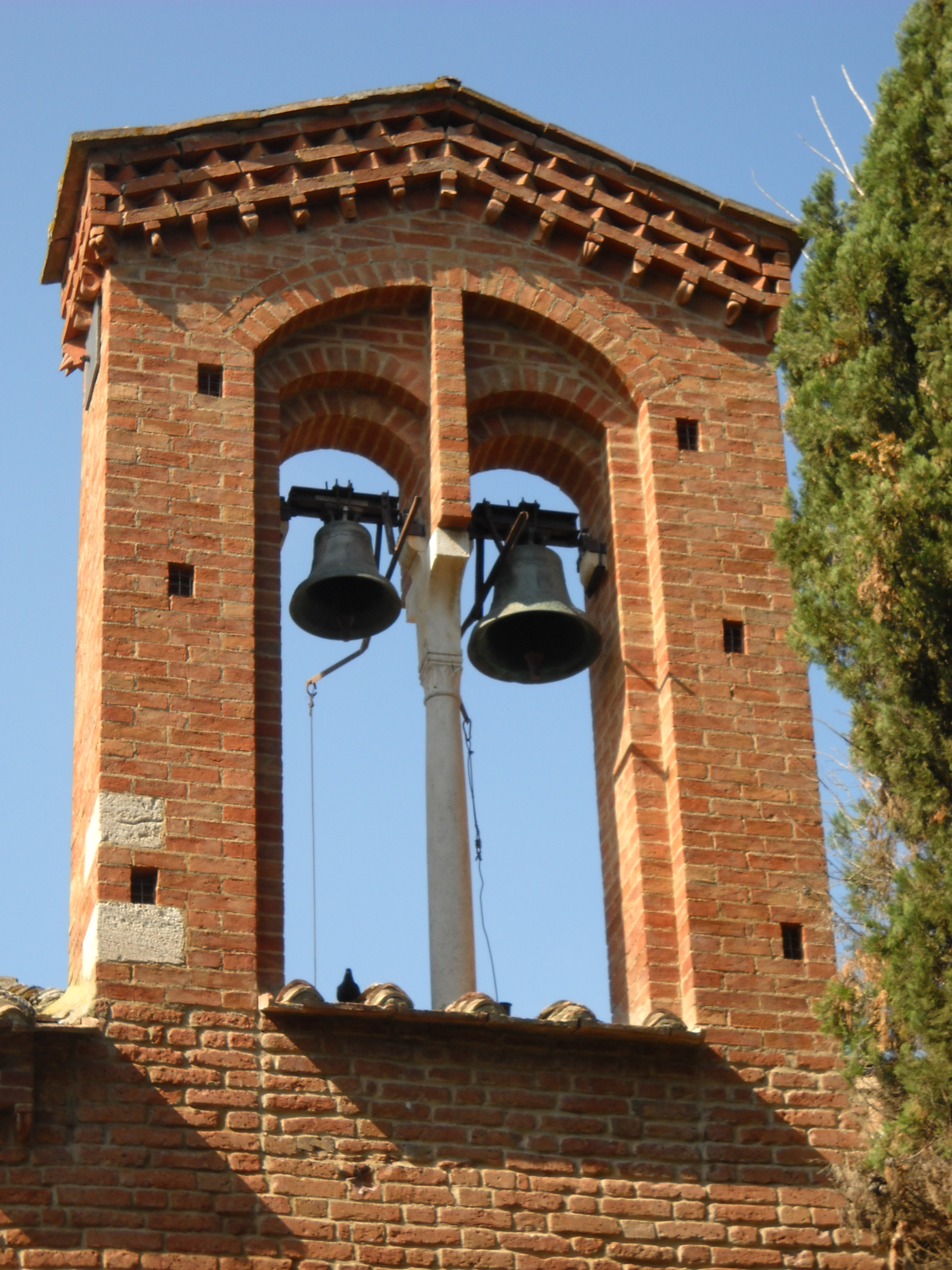
Il campanile
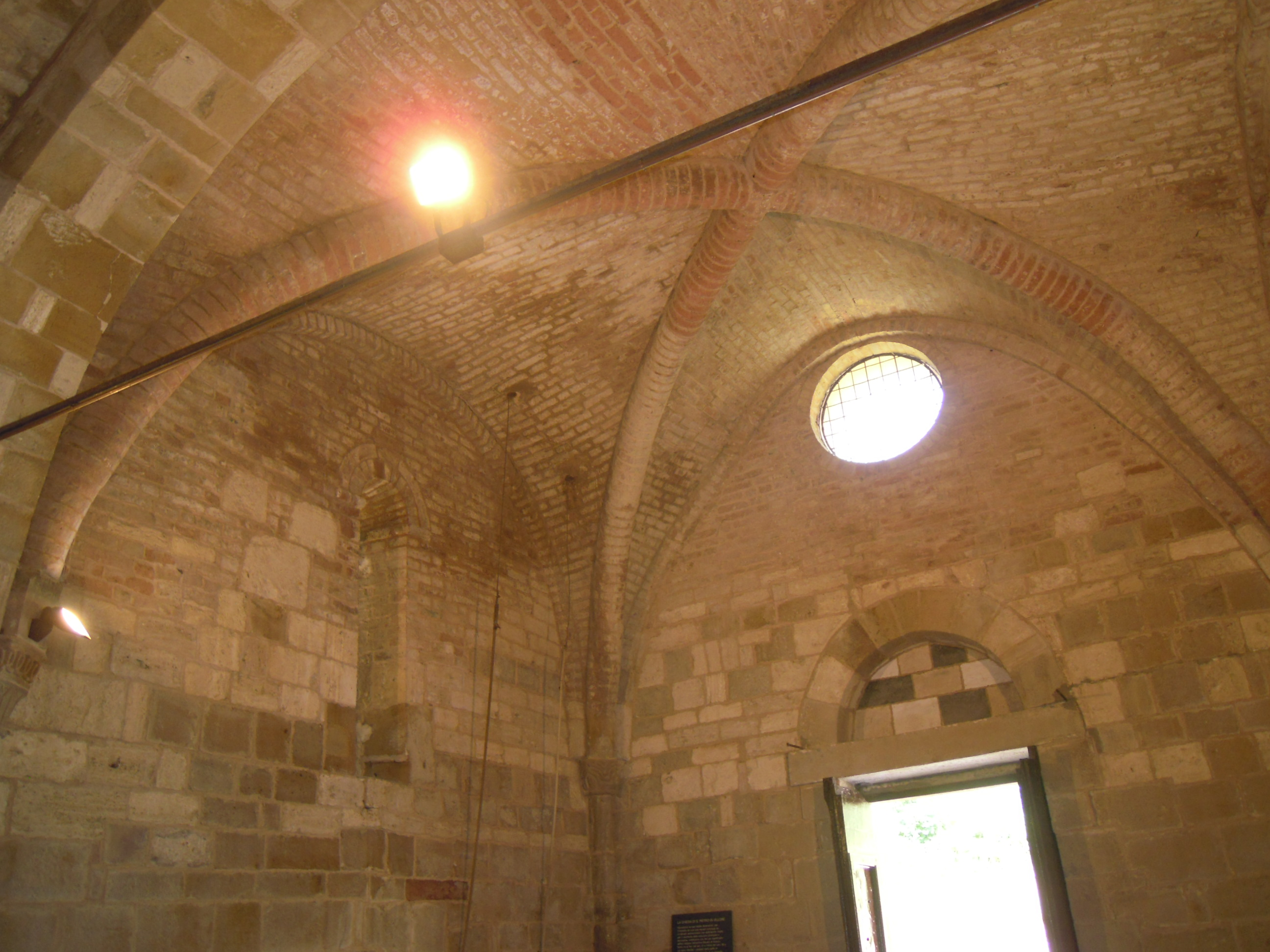
Interno verso la controfacciata
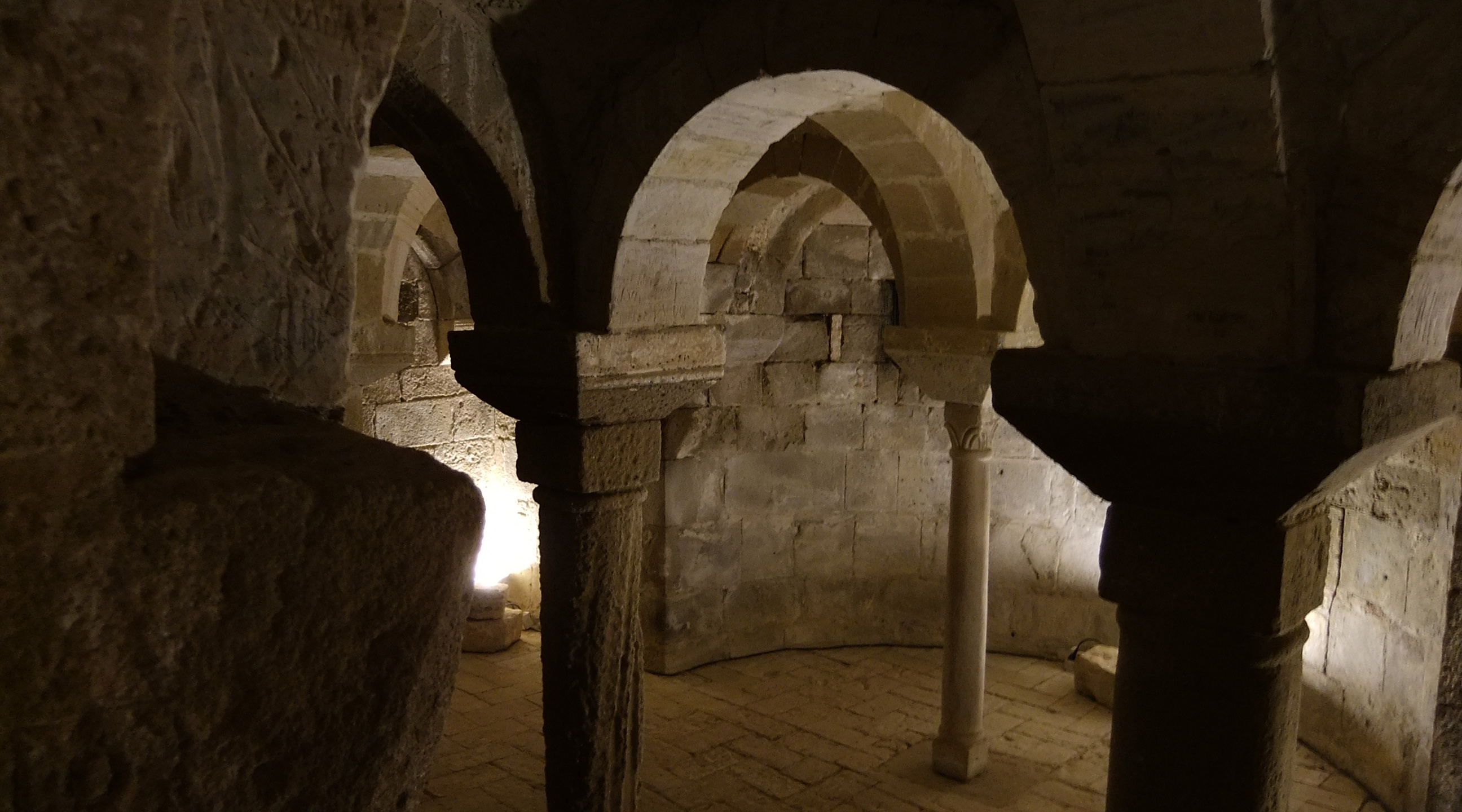
La cripta
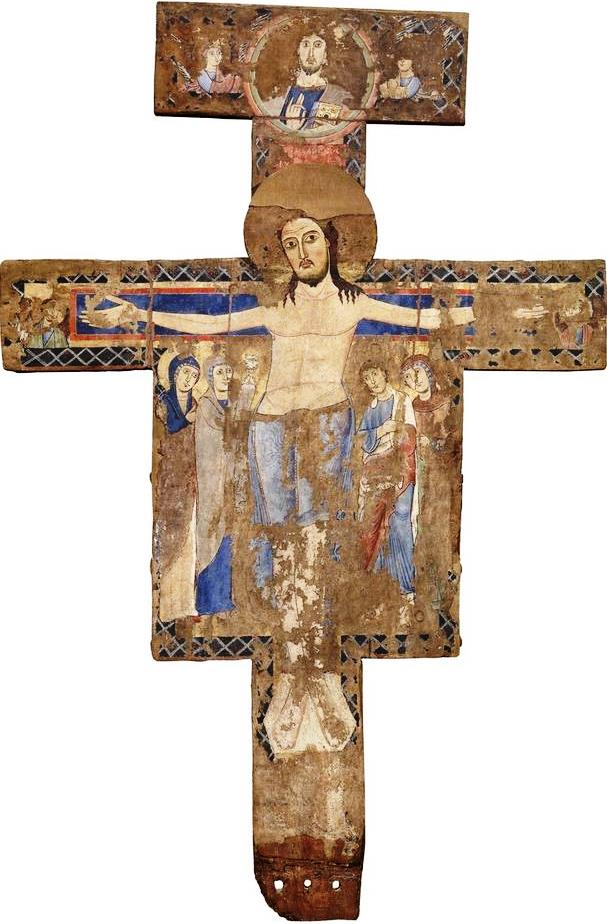
Crocifisso dipinto (XII secolo)
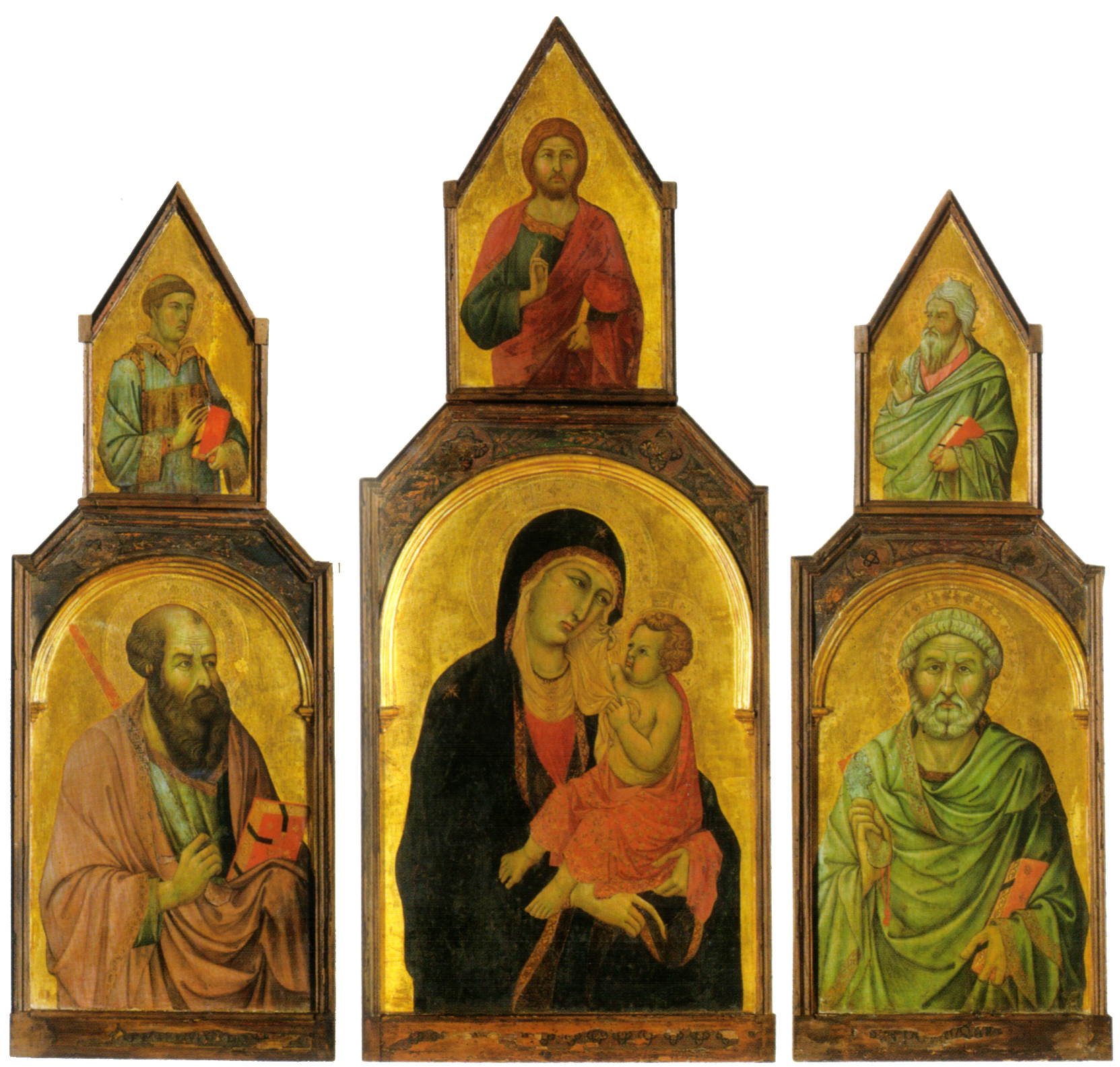
Trittico di Ugolino di Nerio (1320-5)